# Duebenia rufa
Duebenia rufa är en svampart som beskrevs av Fr. 1849. Duebenia rufa ingår i släktet Duebenia, ordningen disksvampar, klassen Leotiomycetes, divisionen sporsäcksvampar och riket svampar.   Inga underarter finns listade i Catalogue of Life.